# 정경심
정경심(한국 한자: 鄭慶心, 1962년 ~ )은 전 동양대학교 교양학부 교수이고, 법학자 조국의 부인이다. 대법원에서 입시비리 및 사모펀드 관련 범죄 혐의들이 인정돼 징역 4년을 선고 받고 복역 중이다.

## 학력
- 서울대학교 인문대학 영어영문학과 (졸업)
- 서울대학교 대학원 영어영문학과 (졸업)
- 요크 대학교 대학원 영어영문학과 (졸업)
- 애버딘 대학원 영어영문학과 (졸업)

## 경력
- 동양대학교 교양학부 교수(~2021년 8월 31일)

## 논란
- 정경심 교수는 자녀가 받을 지방대 표창장(봉사상)에 총장 직인을 찍었다는 혐의 등으로 구속 재판 중인 범죄 피의자.[2] 다만, 이번 수사와 무관하게, 동양대학교 측에서 조국 전 법무부 장관의 눈치를 보고 휴직 처리로 징계를 끝낸 것이 아니냐는 의혹이 제기되고 있다.[3][4]

한편, 검찰의 요청에 따라 서울중앙지방법원이 구속영장 발부하여 구속기간 만료로 석방되었다가 1심에서 징역4년을 선고받고 법정구속되었다.(서울중앙지법2019고합927)
- 서울 종로경찰서는 "2020년 10월에 '<11개 범죄 혐의 정경심, 200만원대 안경 쓰고 법원 출두>라는 제목의 기사에서 정 교수가 초고가 안경을 쓰고 있다'는 취지로 보도한 혐의를 받는 보수 성향 매체 소속 기자 2명을 허위사실 적시에 의한 명예훼손으로 기소 의견으로 검찰에 송치했다."고 밝혔다.[6]

## 같이 보기
- 조국 사태
- 조민